# Ved siden af vejen
|  | Denne artikel er oprettet af botten PalnaBot ud fra en ekstern database. Den kan derfor have sproglige fejl eller mangler. Denne skabelon kan fjernes efter kontrol af indholdet. |

Ved siden af vejen er en kortfilm instrueret af Kræsten Kusk efter eget manuskript.

## Handling
Himlen hviler stum og mørk, vejen grå og tom. Landet ligger øde, som alt var hugget om. Vej i to, vej som bro, vej som værn og vold, over vejen gik så sagte drengen med sit skjold.